# La Censada (Miravet)
La Censada és un indret i partida del terme municipal de Castell de Mur, dins de l'antic terme de Mur, al Pallars Jussà.
Està situat al sud-est de Miravet i al sud-oest del castell de Mur, davant seu i a l'altra banda de la vall, al vessant nord-est del Cinglo de la Censada.